# Jeff Ward
|  | Per a altres significats, vegeu «Jeff Ward (desambiguació)». |

Jeffrey Ward, més conegut com a Jeff Ward   (Glasgow, 22 de juny de 1961), és un antic pilot professional de motocròs i d'automobilisme nord-americà d'origen escocès. Va competir als Campionats AMA de motocròs entre el 1978 i el 1992 i en va guanyar cinc títols de motocròs i dos de supercross. A banda, va guanyar el Motocross des Nations set vegades amb la selecció dels Estats Units i dues el Trophée des Nations. Un cop acabada la seva etapa en el motocròs, va córrer amb èxit en competicions d'automobilisme, primer en monoplaces, especialment a la IndyCar, i més tard en camions tot terreny i en rallycross.
Ward va ser incorporat a l'AMA Motorcycle Hall of Fame el 1999 i al Motorsports Hall of Fame of America el 2006. A banda, el 2004 va rebre el premi Edison Dye a la trajectòria.

## Carrera en el motocròs
Nascut a Glasgow, Ward es va traslladar als Estats Units amb la seva família quan tenia quatre anys. Va començar a competir en curses de motocròs de minibikes (minimotos) al sud de Califòrnia durant la dècada del 1960, en uns moments en què l'esport del motocròs estava experimentant una popularitat creixent als Estats Units. Ward va esdevenir un dels corredors de motocròs en minimotos més reeixits de la seva època. El 1971, quan tenia deu anys, va aparèixer al documental On Any Sunday fent un llarg wheelie amb la seva minimoto. El 1978 va començar la seva carrera professional dins el motocròs amb una Suzuki a la classe de 125cc. L'any següent va entrar a l'equip de fàbrica de Kawasaki, on va romandre durant tota la seva carrera.
Ward va guanyar el seu primer National (cursa puntuable) el 1982 i dos anys després, el 1984, va guanyar el seu primer campionat AMA de motocròs de 125cc, amb vuit victòries de deu possibles. Aquell fou el primer títol de 125cc per a Kawasaki. El 1985, superà Broc Glover i guanyà tant el campionat de supercross com el de motocròs de 250cc. El 1986 va competir en els campionats de 250cc i 500cc, acabant quart al de 250cc i tercer al de 500cc. Jeff Ward va guanyar el seu segon campionat de supercross el 1987 després d'imposar-se a Ricky Johnson, però al de motocròs va ser subcampió darrere del californià. La rivalitat amb Johnson va continuar al campionat de motocròs de 250cc de 1988, en què tots dos aspirants van guanyar tres curses, però finalment Ward es va imposar per set punts d'avantatge sobre Johnson.
El 1989, Jeff Ward va acabar segon darrere de Jeff Stanton al campionat de 250cc, però va derrotar aquest mateix pilot al de 500cc, esdevenint així el primer a haver guanyat mai el campionat AMA de motocròs en les classes de 125, 250 i 500 cc. Ward va revalidar el títol de 500 cc el 1990 i l'any següent fou subcampió en aquesta cilindrada, nou punts per darrere de l'occità Jean-Michel Bayle. El 1992, després d'acabar tercer al campionat AMA de 500cc, Jeff Ward es va retirar de les competicions de motocròs.
Al llarg de 15 temporades, Ward va guanyar un total de 56 nationals, cosa que, en aquell moment, el situava tercer a la llista de victòries en motocròs i supercross de tots els temps de l'AMA. Els seus set títols nacionals el situaven aleshores com al campió més reeixit de la història, empatat amb Ricky Johnson i Bob Hannah (qui en té set comptant la Trans-AMA de 1978). En l'esfera internacional, Ward va ser membre de set equips guanyadors del Motocross des Nations i de dos de guanyadors del Trophée des Nations.

## Carrera en l'automobilisme
Acabada la seva carrera en el motocròs, Ward encara tenia ganes de competir i va dirigir la seva atenció a les curses d'automòbils monoplaça de la Indy Racing League. El 1993 va debutar al campionat en la categoria Indy Lights i de seguida va demostrar ser competitiu amb un quart lloc a la ronda de Phoenix i un de tercer al Nazareth Speedway durant la temporada següent (1994). A les 500 Milles d'Indianapolis de 1997, mentre competia per a l'equip Cheever Racing, Ward es va classificar a la tercera fila i va liderar la cursa durant 49 voltes abans d'acabar-la en tercer lloc. La seva actuació li va valer el premi Indianapolis 500 Rookie of the Year d'aquell any. El 1998 va obtenir la seva primera pole position a Phoenix i va acabar en sisè lloc a la Indy Racing League amb l'equip ISM Racing. De cara al 1999, el va contractar l'equip Pagan Racing i va començar l'any amb un tercer lloc a la ronda d'obertura de la temporada, al Walt Disney World Speedway, i un segon lloc al Phoenix Raceway. Va seguir amb un excel·lent segon lloc a les 500 Milles d'Indianapolis. Durant la resta de la temporada, però, va obtenir resultats inconsistents i va acabar onzè al campionat. La seva primera i única victòria a la IndyCar la va obtenir el 2002 en guanyar la Boomtown 500 al Texas Motor Speedway amb l'equip Chip Ganassi Racing. Durant la seva carrera amb els monoplaces, Ward va acabar entre els cinc primers en tres ocasions al llarg de set participacions a les 500 Milles d'Indianapolis.

## Retorn al motociclisme
El 2004, a 43 anys, Ward va tornar a competir en motociclisme, concretament en la modalitat de supermoto, i en va guanyar el campionat AMA corrent contra rivals a qui doblava l'edat. Va guanyar un altre cop el campionat AMA de Supermoto el 2006, a 45 anys. A més, Ward va guanyar la categoria Moto X (de supermoto) als X Games del 2006, esdevenint així el pilot més gran a haver guanyat mai una medalla d'or de Moto X. El 2008 va tornar a guanyar en Moto X als X Games.

## Camions tot terreny i RallyCross
A partir del 2009, Ward va passar de la IndyCar a les competicions de camions tot terreny i va participar en les Lucas Oil Off Road Racing Series amb l'equip Speed Technologies. També va competir a les Stadium Super Trucks Series el 2013, any en què acabà desè a la cursa inaugural, celebrada a l'State Farm Stadium de Glendale (Arizona).
El 2015, Ward va competir al campionat Global RallyCross amb l'equip Chip Ganassi Racing, on fou el pilot de recanvi del també ex-pilot de motocròs i especialista en FMX Brian Deegan.

## Palmarès en motocròs

### Títols per any
| Any  | Equip    | Campionat                     | Classe |
| ---- | -------- | ----------------------------- | ------ |
| 1983 | Kawasaki | Motocross des Nations         | -      |
| 1983 | Kawasaki | Trophée des Nations           | -      |
| 1984 | Kawasaki | AMA Motocross                 | 125cc  |
| 1984 | Kawasaki | Motocross des Nations         | -      |
| 1984 | Kawasaki | Trophée des Nations           | -      |
| 1985 | Kawasaki | AMA Supercross                | 250cc  |
| 1985 | Kawasaki | AMA Motocross                 | 250cc  |
| 1985 | Kawasaki | Motocross des Nations         | -      |
|      |          |                               |        |
| 1987 | Kawasaki | AMA Supercross                | 250cc  |
| 1987 | Kawasaki | Motocross des Nations         | -      |
| 1988 | Kawasaki | AMA Motocross                 | 250cc  |
| 1988 | Kawasaki | Motocross des Nations         | -      |
| 1989 | Kawasaki | AMA Motocross                 | 500cc  |
| 1989 | Kawasaki | Motocross des Nations         | -      |
| 1990 | Kawasaki | AMA Motocross                 | 500cc  |
| 1990 | Kawasaki | Motocross des Nations         | -      |
|      |          |                               |        |
| 2001 | ?        | Campionat del món de veterans | >40    |

### Resum
- 5 Campionats AMA de motocròs (2 x 500cc, 2 x 250cc, 1 x 125cc)
- 2 Campionats AMA de Supercross 250cc
- 7 Motocross des Nations
- 2 Trophée des Nations
- 1 Campionat del món de motocròs per a veterans majors de 40

## Palmarès en supermoto

### Títols per any
| Any  | Equip | Campionat         |
| ---- | ----- | ----------------- |
| 2004 | Honda | AMA Supermoto     |
|      |       |                   |
| 2006 | Honda | AMA Supermoto     |
| 2006 | Honda | X-Games Supermoto |
|      |       |                   |
| 2008 | Honda | X-Games Supermoto |

### Resum
- 2 Campionats AMA de Supermoto
- 2 Campionats X-Games de Supermoto